# Vera Andreeva
Vera Sergeyevna Andreyeva (também Vera Andreeva, em russo:  Вера Сергеевна Андреева; nascida em 10 de maio de 1988) é uma ciclista amadora russa, especialista em cross-country de MTB.
Andreeva qualificou-se para representar Rússia, juntamente com sua companheira de equipe, Irina Kalentieva, na prova cross-country feminino nos Jogos Olímpicos de Verão de 2008 em Pequim, ao receber uma das duas vagas disponíveis do país, com base no seu desempenho das dez melhores performances do Ranking Mundial UCI de Mountain bike. Com duas voltas à esquerda para completar a corrida, Andreeva sofreu uma fadiga relacionada com o calor sob clima quente e úmido de Pequim e, em vez disso, decidiu retirar-se do percurso, terminando apenas na vigésima terceira posição.